# Amer (rivier)
De Amer is een rivier in de Nederlandse provincie Noord-Brabant, die de voortzetting vormt van de Bergsche Maas. De Amer begint bij Geertruidenberg waar het water van de Donge (vanaf het zuiden) en van het Spijkerboor (vanaf het noorden) samenstromen met het water van de Bergsche Maas. De rivier is bijna twaalf kilometer lang en vormt de zuidelijke begrenzing van Nationaal Park De Biesbosch. De Amer mondt uit in het Hollandsch Diep. Langs de rivier vinden we de dorpen Drimmelen en Lage Zwaluwe. In Geertruidenberg staat een energiecentrale die vernoemd is naar de rivier: de Amercentrale.

## Vaarweg
De Amer van de vaarweg Spijkerboor-Werkendam tot Hollandsch Diep is geschikt voor schepen CEMT-klasse VIc en pleziervaart. De maximaal toegelaten afmetingen zijn: 200 × 23,5 meter. De maximale hoogte vanwege hoogspanningslijnen is 35 meter. De rivier heeft een diepte van ~5,05 meter, met een gemiddelde breedte van 400 meter.

## Historie
De Amer is veel ouder dan de Bergsche Maas. Het ontstaan ervan hangt samen met de Sint-Elizabethsvloed in 1421. Voor de voltooiing van de Bergsche Maas in 1904 was de Amer in feite een brede getijdenkreek, die deel uitmaakte van de Biesbosch.

## Trivia
- De Amer is ook de oude benaming voor de Eem, een rivier in de provincie Utrecht. De oude naam valt nog terug te vinden in de naam van een stad die langs deze rivier ligt: Amersfoort.